# Balho
Balho est un village de la région de Tadjourah, à Djibouti. Des peintures rupestres se trouvent à proximité du village.